# Герб Морського
Герб Морського — офіційний символ села Морське. Затверджений 21 квітня 2005 року рішенням Морської сільської ради. Розроблений авторською групою у складі: О. Маскевич і В. Коновалов.

## Опис герба (блазон)
Щит скошений справа, у верхньому червонному полі срібний куманець, на якому золоте гроно винограду з двома листочками; у нижньому синьому полі срібна вежа Чобан-Куле, під якою йдуть дві срібні тонкі хвилясті балки; у срібній главі синій меандр.

## Зміст символів
Вежа Чобан-Куле є місцевою пам'яткою з XIV-XV ст. Срібний куманець і виноградні лози символізують розвинуте виноробство. Срібні хвилясті балки означають Чорне море.